# ブリュイ (装甲巡洋艦)

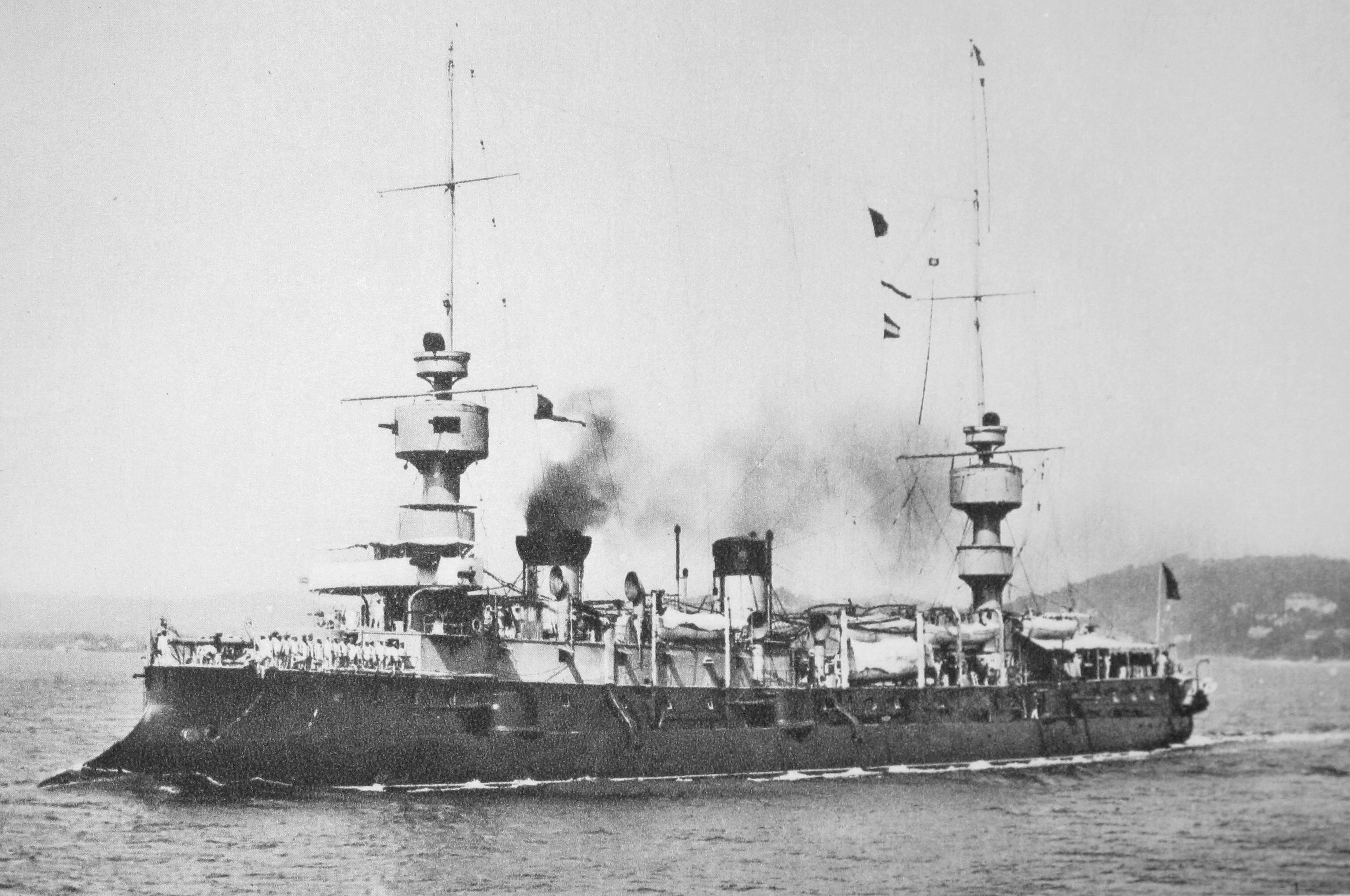

ブリュイ（Bruix）はフランス海軍の装甲巡洋艦。アミラル・シャルネ級。艦名となっているブリュイはフランス革命、ナポレオン戦争時のフランスの提督である。

## 艦歴
ロシュフォール工廠（Arsenal de Rochefort）で建造。1891年11月9日起工。1894年8月2日進水。1896年12月1日就役。同月15日、北方艦隊に編入された。
1897年8月、「ブリュイ」は大統領フェリックス・フォールを乗せロシアのクロンシュタットへ向かう装甲巡洋艦「ポテュオ」の護衛としてダンケルクより出航する。しかし、出航直後にピストンロッドが破損して中圧シリンダーが損傷し、「ブリュイ」はシェルブールに引き返した。1898年は極東に配備されていた。11月20日、スエズ運河通過時に右舷側のスクリューを破損した。1899年2月、北方艦隊に編入。1900年6月、再びピストンロッドの修理が必要となった。1901年6月22日、演習のため北方艦隊は地中海へ向かう。6月27日、イギリス汽船「Paddington」が「ブリュイ」の衝角と接触。演習から戻った後、衝角の修理に加えてビルジキールの装着が行われた。1902年には「ブリュイ」は大西洋部隊に編入され、スペイン各地を訪問。6月からは火山災害のあったマルティニークで救援活動に当たった。1903年、北方艦隊に編入。予備役に置かれた期間を挟み、1907年には再び極東配備となった。「ブリュイ」は1907年1月10日にサイゴンに着いた。5月20日に装甲巡洋艦「シャンジー」が座礁すると、その救援に向かっている。1909年4月26日にサイゴンを離れて本国へ向かい、スエズ運河通過時にイタリア汽船「Nilo」と衝突した。「ブリュイ」は1912年7月からクレタ島に配備された。1912年11月8日、「ブリュイ」は座礁したロシア巡洋艦「オレーク」の離礁作業を支援した。1913年ごろには伊土戦争中の機雷に触れて沈んだ「Sénégal」の浮揚作業を支援した。

### 第一次世界大戦
第一次世界大戦勃発時は「ブリュイ」はレバント部隊（Division du Levant）に属していた。
1914年8月22日、モロッコ部隊（Division du Maroc）が編成される。最初は防護巡洋艦2隻であったが、すぐに「ブリュイ」と装甲巡洋艦「アミラル・シャルネ」、「ラトゥーシュ・トレヴィル」も加わった。その任務は北アフリカ沿岸やジブラルタル・カサブランカ間での海上交通路保護であった。9月には敵の脅威がなかったことからその戦力は削減され、「ブリュイ」はカメルーンでの作戦に従事する。9月25日、「ブリュイ」はドゥアラへ兵を上陸させた。11月13日にはビクトリアを砲撃した。
1915年になるとスエズ運河で活動したりナバリノに配備されたりした。5月14日、ダーダネルス艦隊（Escadre des Dardanelles）が編成され、「ブリュイ」もそこに属すこととなる。フランスとイギリスによる小アジア沿岸封鎖が行われ、「ブリュイ」もそれに従事した。8月21日、スミュルナ沖で行われたスブラ湾上陸のための陽動作戦で戦艦「シャルルマーニュ」を掩護した。以後も「ブリュイ」はエーゲ海方面で活動した。
1916年8月、ギリシャ兵の関与も疑われるブルガリアによるギリシャへの攻勢が開始される。8月28日、「ブリュイ」はフランス領事館保護のためピレウスに配置された。
1917年2月26日、ギリシャの臨時政府がサロニカで動員を行い、アテネで抗議活動が起きたためフランス領事が「ブリュイ」に退避した。
1918年1月31日、「ブリュイ」は予備役となった。
1918年11月29日に「ブリュイ」は再就役し、1919年3月からは黒海で活動してニコラエフ（3月）やオデッサ（4月）からの撤退に参加した。「ブリュイ」は5月22日にコンスタンチノープルからトゥーロンへ向かい、到着後予備役となった。事実上の退役で、1920年6月21日に除籍され、1921年6月21日に解体のため売却された。

## 要目
- 排水量：4756トン[6]
- 長さ：全長110.00m、垂線間長106.00m[6]
- 幅：水線幅13.98m[6]
- 吃水：6.06m（艦尾）[6]
- 機関：ベルヴィール式水管缶16基、直立4気筒3段膨張機関2基、2軸[16]
- 速力：19ノット（設計）[6]
- 装甲：装甲帯92mm、甲板40/50mm、司令塔92mm、19cmおよび14cm砲の砲塔92mm[17]
- 兵装：M1887 45口径19cm砲2門（単装）[19]、M1887 45口径14cm砲6門（単装）[20][22]、M1891 50口径65mm砲4門（単装）、M1885 40口径47mm砲8門（単装）、37mm回転砲6門、450mm水上魚雷発射管4門、魚雷8本[23]